# Chrysopeleia
Chrysopeleia är ett släkte av fjärilar. Chrysopeleia ingår i familjen fransmalar.
Kladogram enligt Catalogue of Life:
| Chrysopeleia | \| \| Chrysopeleia purpuriella \| \| \| \| \| \| Chrysopeleia quadricristatela \| \| \| \| |
|              | \| \| Chrysopeleia purpuriella \| \| \| \| \| \| Chrysopeleia quadricristatela \| \| \| \| |
|              | Chrysopeleia purpuriella                                                                   |
|              |                                                                                            |
|              | Chrysopeleia quadricristatela                                                              |
|              |                                                                                            |